# Desa Sambirata (administrativ by i Indonesien, lat -6,80, long 111,58)
Desa Sambirata är en administrativ by i Indonesien.   Den ligger i provinsen Jawa Tengah, i den västra delen av landet, 500 km öster om huvudstaden Jakarta.